# 3 Generations
3 Generations (no Brasil, Meu Nome é Ray e em Portugal, 3 Gerações) é um filme de drama estadunidense de 2015 dirigido e escrito por Gaby Dellal. Estrelado por Naomi Watts, Elle Fanning e Susan Sarandon, estreou no Festival Internacional de Cinema de Toronto em 12 de setembro de 2015.

## Sinopse
Ray (Elle Fanning) nasceu uma mulher, mas nunca se identificou com o gênero e se prepara para fazer a cirurgia de redesignação sexual. Sua mãe, Maggie (Naomi Watts), tenta encontrar a melhor forma de lidar com a questão, mas a avó homossexual de Ray, Dolly (Susan Sarandon), recusa-se a aceitar a resolução e cria um conflito familiar.

## Elenco
- Elle Fanning - Ray
- Naomi Watts - Maggie
- Susan Sarandon - Dolly
- Tate Donovan - Craig
- Linda Emond - Frances
- Jordan Carlos - Jake
- Sam Trammell - Matthew
- Maria Dizzia - Sinda
- Tessa Albertson - Spoon